# Sint-Catharinakerk (Montfort)

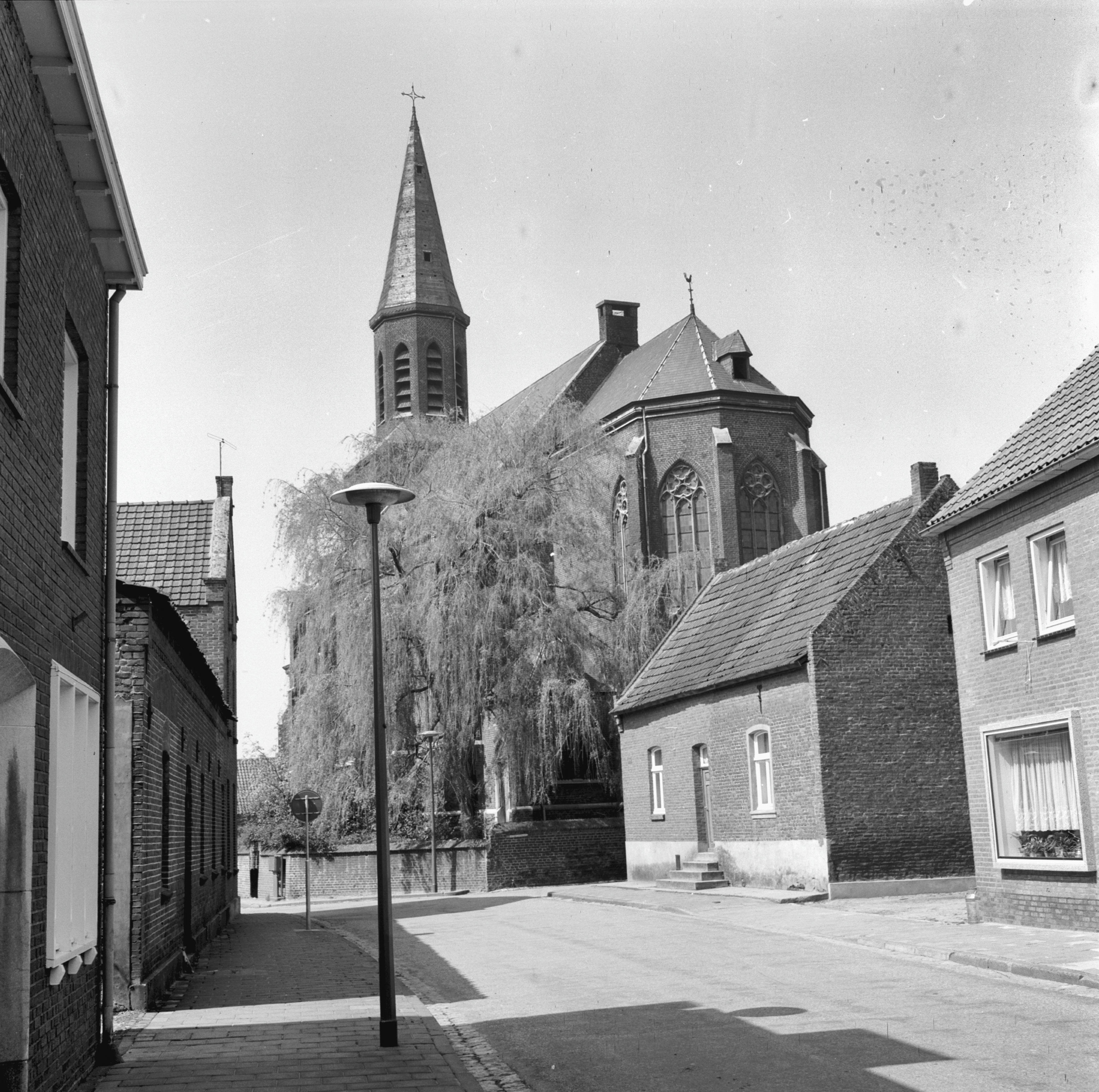
De oude kerk op de kerkberg in 1965 voordat deze werd afgebroken

De Sint-Catharinakerk is een kerkgebouw in Montfort in de gemeente Roerdalen in de Nederlandse provincie Limburg. De kerk staat aan een kerkplein genaamd Aan de Kerk en ligt aan het uiteinde van de Kerkstraat.
De kerk is gewijd aan Sint-Catharina.

## Geschiedenis
In 1344 stichtte de bisschop van Luik, Adolf van der Mark, een kerspel in Montfort. Vermoedelijk werd toen ook een kerk gebouwd.
In de 19e eeuw had Montfort een kleine zaalkerk met een polygonale koorsluiting en een ongelede fronttoren met naaldspits. De kerk stond toen op een kerkberg en werd toen te klein en vervallen bevonden. In 1853-1858 werd naar het ontwerp van Carl Weber een nieuwe kerk gebouwd. Daarbij groef men de kerkberg een meter af.
In de jaren 1930 was de kerk opnieuw te klein. In 1933 werd daarom de zangtribune vergroot om zo meer ruimte voor zitplaatsen te hebben. De kerk bleef te klein maar van het in 1937 gemaakte plan kwam wegens de oorlog niets.
In de Tweede Wereldoorlog had de kerk te lijden onder artillerievuur. Na de oorlog herstelde men de schade.
In 1947 vond men uitbreiding van de kerk geen geschikte oplossing om het capaciteitsprobleem van de kerk op te lossen en wilde men nieuwbouw. Daarbij verwachtte men een sterke bevolkingsgroei als gevolg van de opening van Staatsmijn Beatrix in Herkenbosch.
In 1955 stelde men architect Joseph Franssen aan die de opdracht kreeg een nieuwe kerk te ontwerpen waarbij de oude toren behouden bleef. Dit plan werd niet uitgevoerd.
In 1960 herstelde men de toren.
In 1963 begon men met de bouw van een nieuwe kerk, op een nieuwe locatie ten noorden van de oude kerk, naar het ontwerp van Franssens compagnon Van der Pluym. In 1964 werd de kerk in gebruik genomen en in 1965 geconsacreerd. De oude kerk werd toen afgebroken.

## Opbouw
De niet-georiënteerde vierkante zaalkerk heeft een plat dak en een losstaande vlakopgaande campanile. De kerk is opgetrokken in breuksteen en de campanile in beton. De galmgaten hebben de vorm van verticale openingen

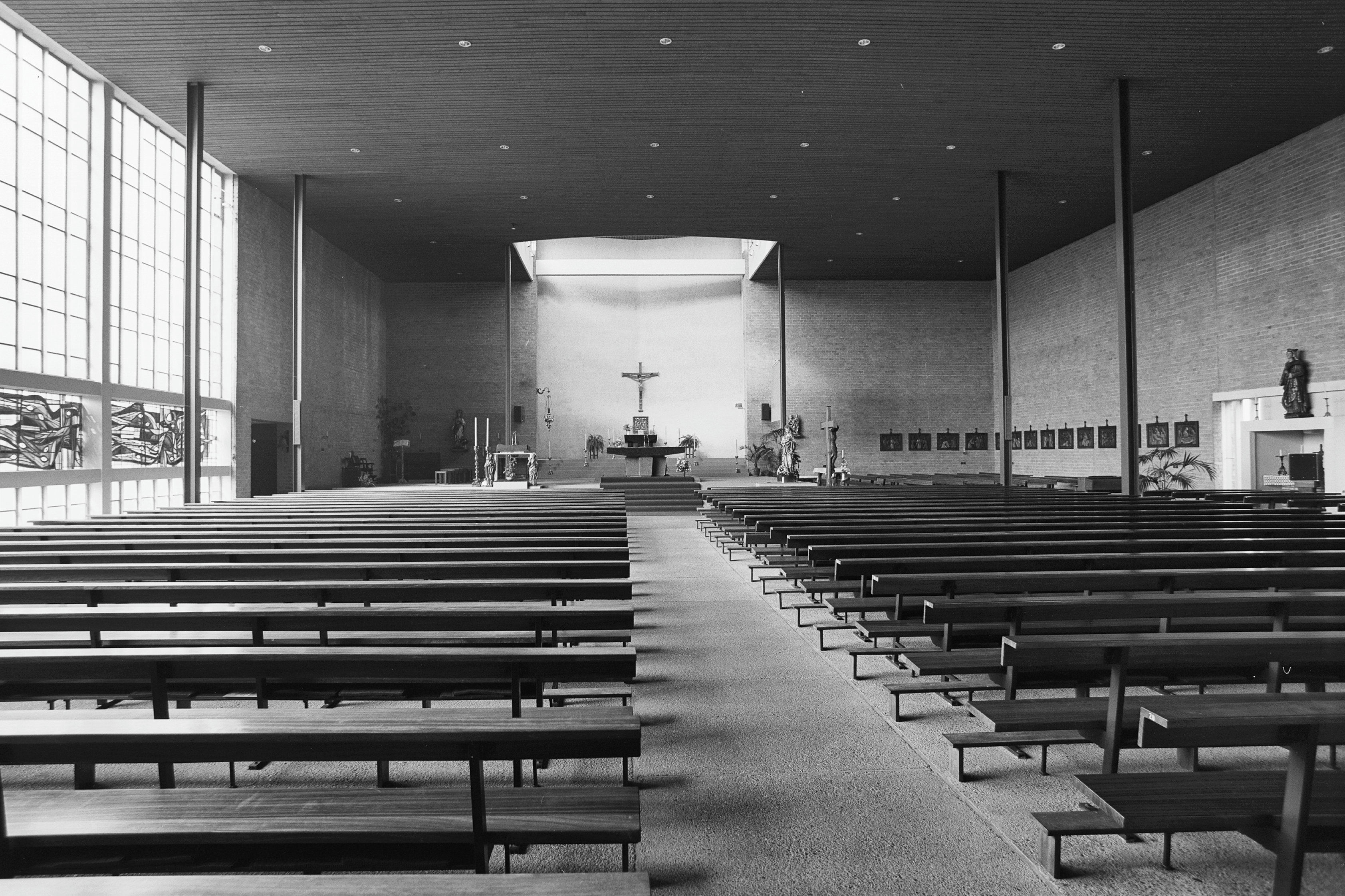
Interieur 1984
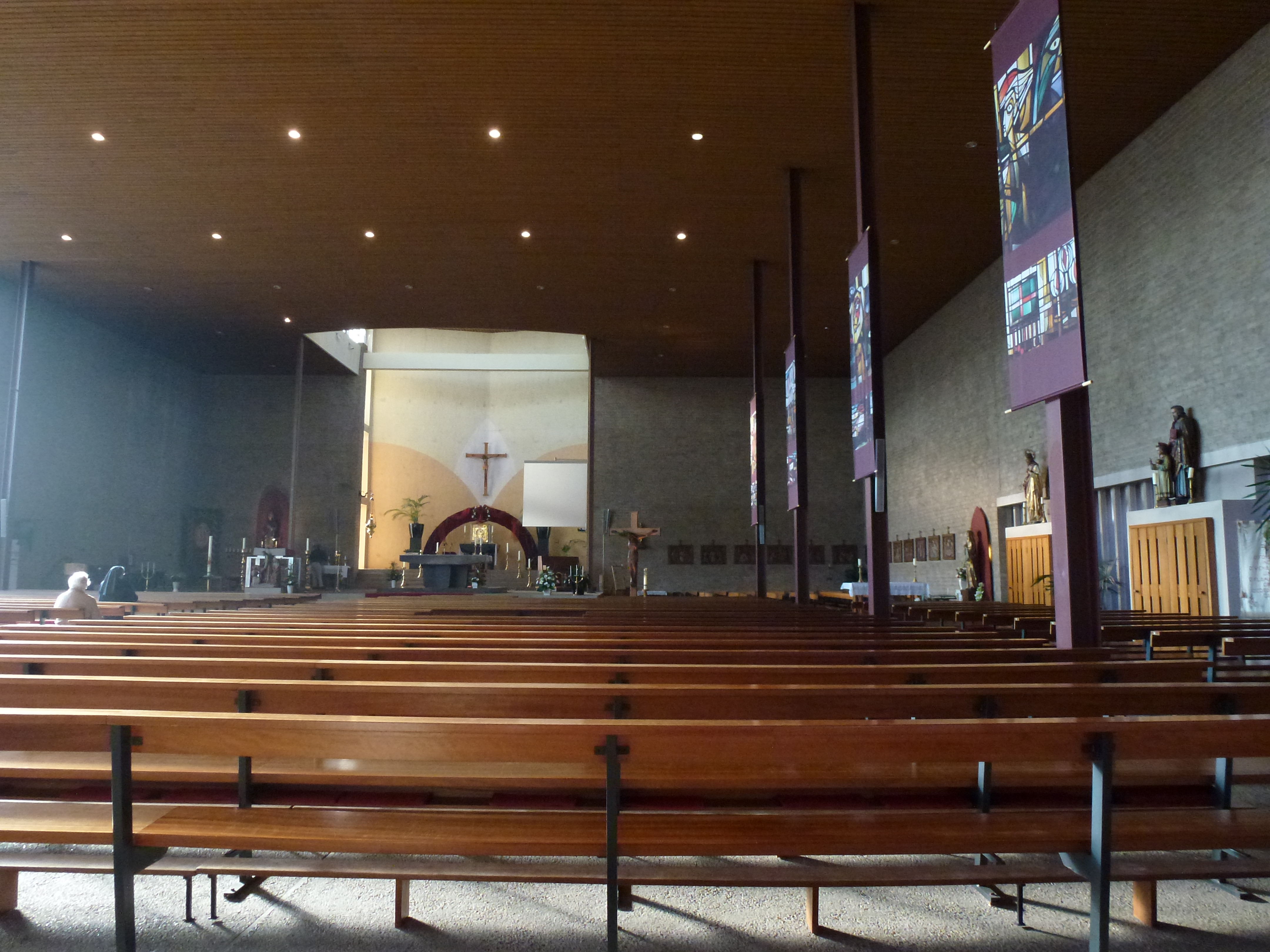
Interieur 2013
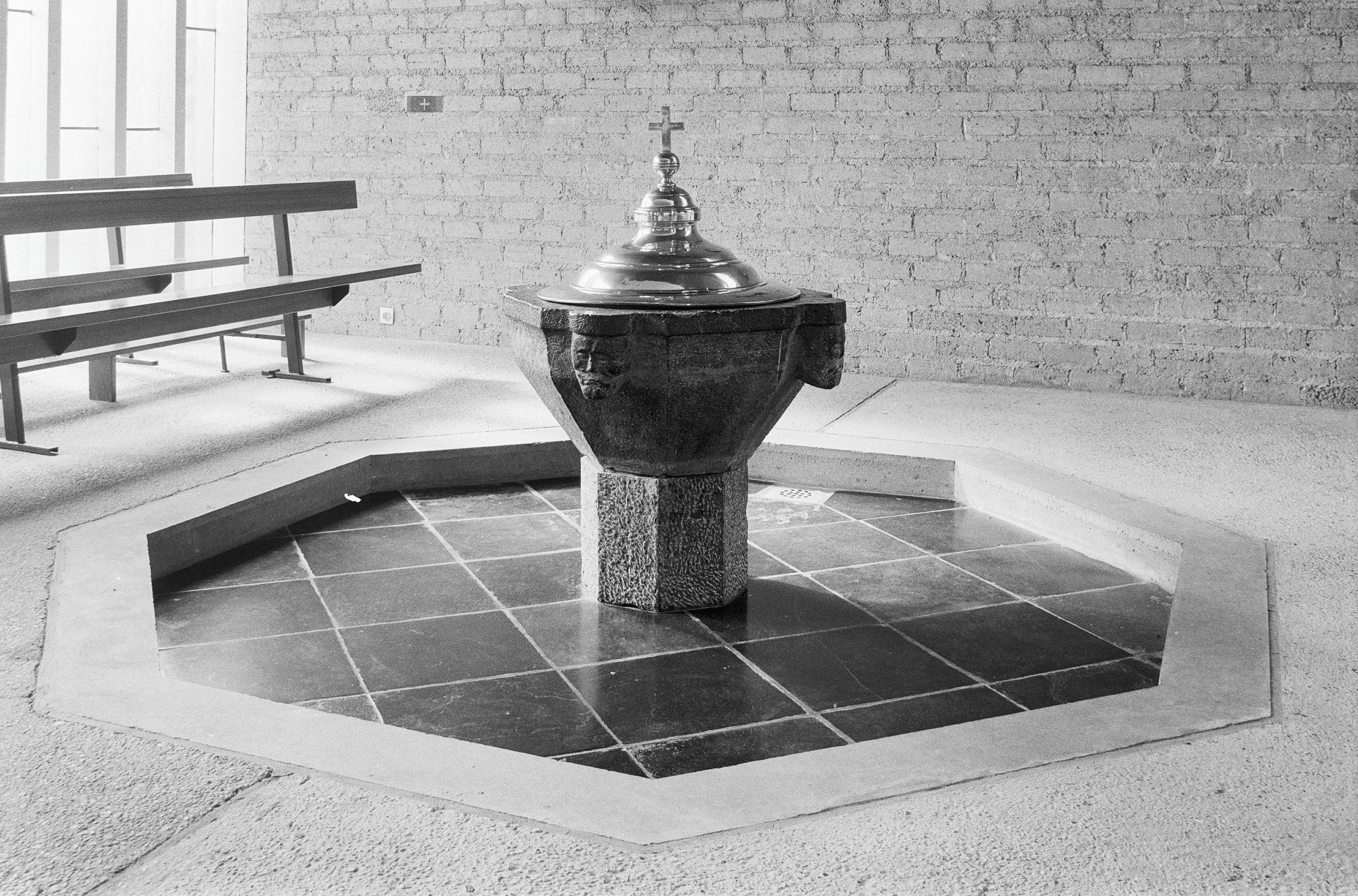
Romaans doopvont